# Вуколов, Василий Георгиевич
Василий Георгиевич Вуколов (1859 — ?) — русский архитектор.

## Биография
В 1881 году поступил в Императорскую Академию художеств, которую окончил в 1886 году с малой серебряной медалью. В 1887 году получил звание классного художника-архитектора 3-й степени.
В 1887 года начал свою службу в Министерстве внутренних дел Российской империи. В 1895 году переведён с должности младшего инженера в Строительном отделении Витебской губернии на должность младшего  архитектора в Строительное отделение Архангельского губернского правления. В следующем году занял должность архитектора в том же строительном отделении.
В 1899 году направлен в Вологду выполнять обязанности губернского архитектора. Пристрастное отношение к делу вызвало положительную реакцию губернского начальства в форме неоднократных обращений к руководству МВД: «Василий Вуколов отличается полным знанием дел, что на него возлагаются, и аккуратным исполнением служебных обязанностей». Утвердили В. Вуколова на посту Вологодского губернского архитектора только 26 июня 1900 года.  В 1901 году был переведён в Витебскую губернию на должность губернского архитектора.
13 августа 1911 года произведён в чин статского советника. Имел награды: орден Святого Станислава 3-й (1904) и 2-й (1912) степени.
Член Союза архитекторов СССР (с 1934 года).

## Проекты и постройки

### Вологда
Судить о деятельности Василия Георгиевича в Вологде достаточно сложно, так как материалов, которые проливают на это свет, обнаружено очень мало. До нас дошел только выполненный им в 1901 году чертёж пекарни, прачечной, бани и кухни при Вологодском арестантском отделении.

### Витебск

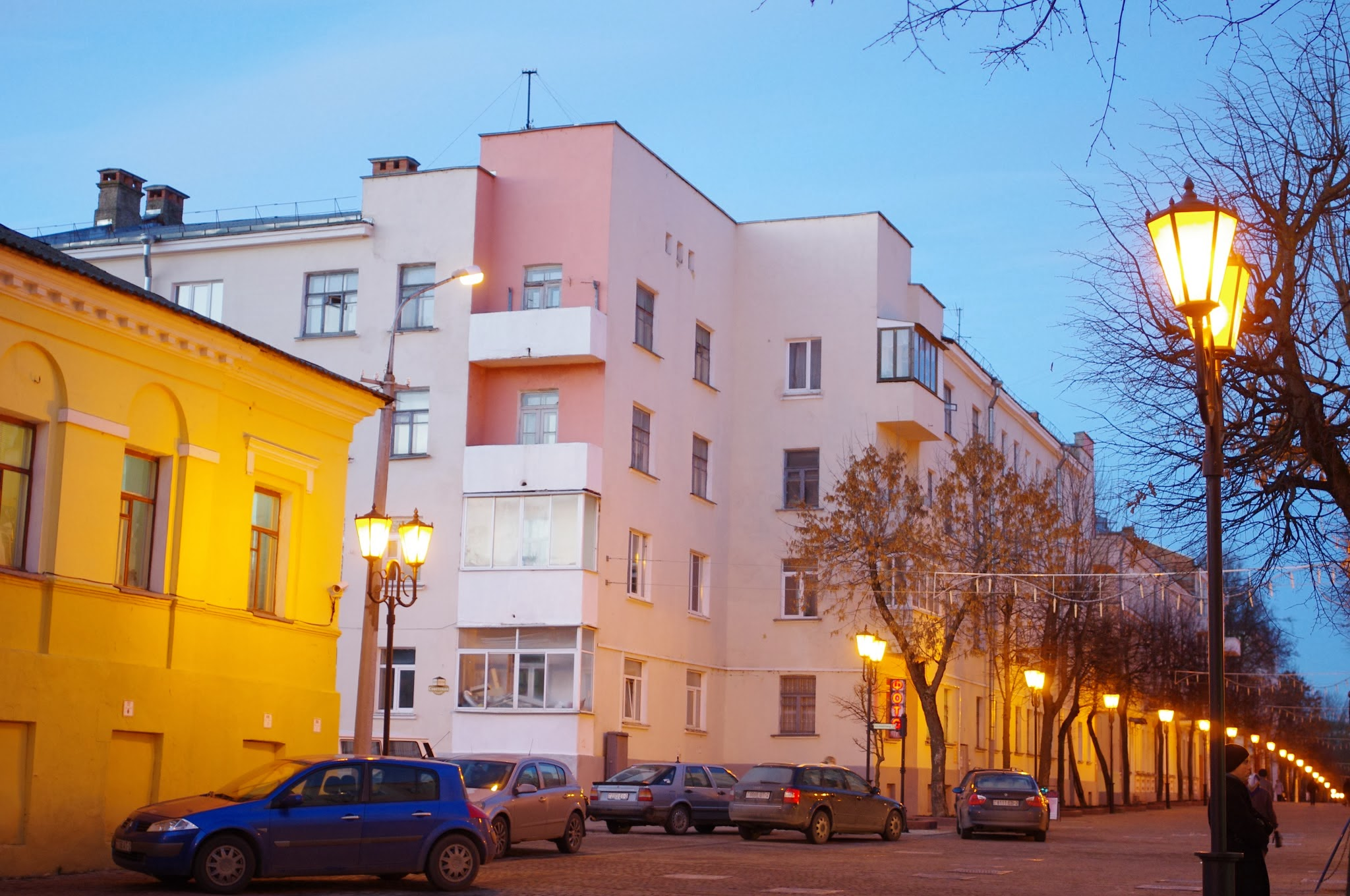
Суворова, 34

- Дом коммунального типа по адресу ул. Суворова[бел.], 34/Советская[бел.], 23 — построен в 1927—32 годах из кирпича и дерева. Четырёхэтажное П-образное в плане здание. Предназначалось для малосемейных и одиноких. Состоит из 6 двухквартирных секций с лестничными клетками и одной секции с коридорной планировкой. Квартиры имеют по 3 и 4 комнаты, площадь которых от 10 до 24 м2, кухню площадью от 7 до 10 м2, санитарный узел. В секции с коридорной планировкой на каждом этаже 11 жилых комнат, 2 общие кухни, умывальной, комната для занятий и отдыха. В цокольном этаже коммунально-бытовые помещения. В процессе эксплуатации дома проведено несколько реконструкций квартир, которые затронули внутреннюю планировку. Архитектурный облик здания сдержанный, без декоративных деталей. Выразительность фасадов достигается ритмической группировкой окон, разделенных вертикальным членением полулоджий, заглублённых на толщину стен.

Дом построен по типу «домов-коммун», является характерным примером советской архитектуры 1920-30-х годов и занесён в список историко-культурных ценностей Республики Беларусь.
- 2-й дом коммунального типа по ул. Суворова[бел.], 38. Построен в 1928-1930[17][18] (по другим данным, в 1930-1935[19]) годах. Четырёхэтажное секционное здание имеет сложную конфигурацию плана, скомпонованную из 4 четырёхквартирных и 1 двухквартирной секций (в центре). Пластику симметрично решённого фасада обогащают вертикальные окна лестничных клеток, глухие ограждения балконов с большим выносом на 3-м и 4-м этажах, простой карниз и обрамления почти квадратных окон. На 1-м этаже — магазин. Здание относится к типу крупных жилых домов 1-й половины 1930-х годов, когда были характерны живописные объёмы, переходы от вытянутых узких корпусов до более сложных композиций. — Занесён в список историко-культурных ценностей Республики Беларусь.

### Другие места
- проект храма Михаила Архангела в д. Чернецово Невельского района — не раньше 1905